# 韓昭侯
韓昭侯（？—前333年），姬姓，韩氏，名武，又稱韓昭釐侯、韓釐侯、韓昭僖侯。前362年－前333年在位。戰國時代韓國的第六任君主。韓共侯韓若山之子。共侯三十年（前363年）薨，由其子威侯即位。

## 生平

### 重用申不害
韓昭侯十年（前353年），派軍隊攻擊周朝，佔領了陵觀、廩丘等兩個村落。二年後，一个小官申不害以法家學說，向昭侯推薦自己，昭侯任命申不害為丞相。自從申不害任相的前後十五年間（前351年─前337年），內政進行改革，外交覓取和平，也讓韓國躍升為一等強國。有一次，申不害推薦他的堂兄任官，韓昭侯拒絕，申不害很不高興。昭侯說：「我在你這裡學到了治國的法則，現在，我是要接受你的請託，而破壞你所定的法則嗎？還是遵守你所定的法則，而拒絕你的請託呢？你曾教我，嚴格的執行賞罰，用人一定要依照順序。而你卻私相授受。你說，你要我聽你哪一種話？」申不害汗流浹背，請罪說：「你才是我所盼望的真正君主。」
申不害所主張的任人原則，是「因任授官，循名責實」，而韓昭侯不因申不害有功於國，反而牢記申不害所傳授的治國之「術」，因此韓國得以富強。

### 堂谿公勸諫
雖然韓昭侯是懂得利用人才的君主，可是很少注意自己所說的內容，導致在無意間把一些重大的機密洩露出去，使跟大臣們所決定的計畫不能實施。因此朝野的大臣都很傷腦筋，都不敢直接告訴韓昭侯。直到某一天，自稱名叫堂谿公的人，親自與韓昭候說：「如果這裡有一個以玉做的酒器，是價值千金，卻它的中間是空的，且沒有底子，它是否能盛水？」於是韓昭侯回答：「那是不能的。」堂谿公又問：「如果有一個瓦罐子，雖然很不值錢，但它不會漏接，問你，它是否能盛酒？」韓昭侯就回答：「能。」這時，堂谿公趁著機會，就接著說：「這就是了。一個瓦罐子，雖然沒有值多少文錢，以及非常卑賤，但是因為它不會漏接，卻能來裝酒；反而一個以玉做的酒器，儘管它十分貴重，但由於它空而無底，因此連水都不能裝，更不用說人們會將可口的飲料倒進裡面去。人也是一樣，作為一個地位至尊及舉止至重的君主，如果經常洩露臣子商討有關國家機密的話，那麼他有如一個沒有底的玉器。即使是再有才幹的人，如果他的機密，也會在某天被洩露出去，那他的計畫根本是化為泡沫，因此就不能施展他的才幹和謀略。」同時韓昭侯才真正地了解，他連續地點頭說：「你說得對！你說得對！」從堂谿公來勸諫以後，在韓昭侯要採取重要措施時，大臣們在一起密謀策劃的計畫、方案，韓昭侯都會小心對待，甚至連晚上睡覺都是獨自一人，因為他擔心自己在熟睡中所說的夢話，把計畫和策略洩露給妃嬪跟近侍聽見，防止誤了國家大事。

### 祝賀秦孝公
昭侯二十年（前343年），周顯王封秦孝公為西方列國盟約長，那時韓昭侯祝賀秦孝公，秦孝公命公子少官率軍會各國君主，前往逢澤（今河南滎陽稍北），朝覲周顯王。

### 高門之論
昭侯二十六年（前337年）丞相申不害去世。三年後，興建一座高門（高大的牌樓），楚國大夫屈宜臼對昭侯說：「我認為君王您絕不可能走出這個門，怎麼說呢？因為不是時候。「不是時候」的意思，不是指擇日不對。人生在世，有時順利、有時倒楣。從前，您曾順利過，卻沒有興建高門。去年，秦國佔領宜陽，韓國大旱，您不厲行節約，體恤民困，反而豪華奢侈，好像國強民富一樣，這是亡國的措施。所以說您的作為不是時候。」翌年，高門完工，昭侯去世，由其子韓威侯即位。

## 軼事

### 韩昭侯藏弊裤
昭侯有條破褲子，他吩咐收藏保管。侍從人員說：「主公可是吝嗇得很，不把它賞給服侍左右的人，卻把它收藏起來。」昭侯說：「英明的君主珍惜他的皺眉和歡笑。皺眉時必定是不滿意某人而皺眉，歡笑時必定是為了嘉許別人而歡笑。一條破褲子跟皺眉和歡笑一樣，我要等賞賜給對國家有功的人。」

## 資料來源
1. ↑  《韓世家》索隱引《紀年》作「鄭昭侯武」。
2. 1 2  司馬遷著，《史記·韓世家》
3. ↑  《韩非子·外储说·左上》
4. ↑  《韩非子·外储说·右上》
5. ↑  陳金安著，《中國寓言故事一》
6. ↑   《韩非子·内储说上·七术·第三 赏誉》

| 前任： 父韓共侯 | 韓国君主 前363年-前333年 | 繼任： 子韓威侯 |